# Cimetière Saint-Jean (Tarbes)
Le cimetière Saint-Jean est un cimetière communal de la ville de Tarbes dans le département des Hautes-Pyrénées en région Occitanie.

## Histoire et description
Ce cimetière rectangulaire s'étend sur 21 500 m2.
Jusqu'en 1776 les paroissiens du quartier de Saint-Jean furent inhumés dans le premier cimetière qui était accolé à l'église Saint-Jean, aujourd’hui disparue. Le 10 septembre 1776, par souci de salubrité, Louis XVI signe une ordonnance interdisant les sépultures dans les églises, donc de 1776 à 1828 on trouve trois localisations du cimetière :
- 1re localisation : église Saint Jean
- 2e : en bordure du chemin de Caparroi
- 3e : rue du Cimetière Saint-Jean.

Il est agrandi une première fois en 1841 à la suite de la délibération du conseil municipal du 30 août 1860 et autorise l'exécution des travaux pour l'agrandissement du cimetière des paroisses Saint-Jean et Sainte-Thérèse.
Le 10 septembre 1903 une délibération du conseil municipal décide la création d'une annexe avec expropriation du terrain mitoyen de De Gonnes.
Un troisième agrandissement est décidé en 1939 comprenant le déclassement et l'incorporation au cimetière d'une partie de la rue du Cardinal d'Ossat.

## Localisation
Le cimetière est situé à Tarbes dans le quartier du Martinet (canton de Tarbes 2). Il comporte deux accès, un secondaire au sud-est sur la rue Saint-Jean et un accès principal au nord-ouest place du Souvenir Français.

Sélection de vues diverses
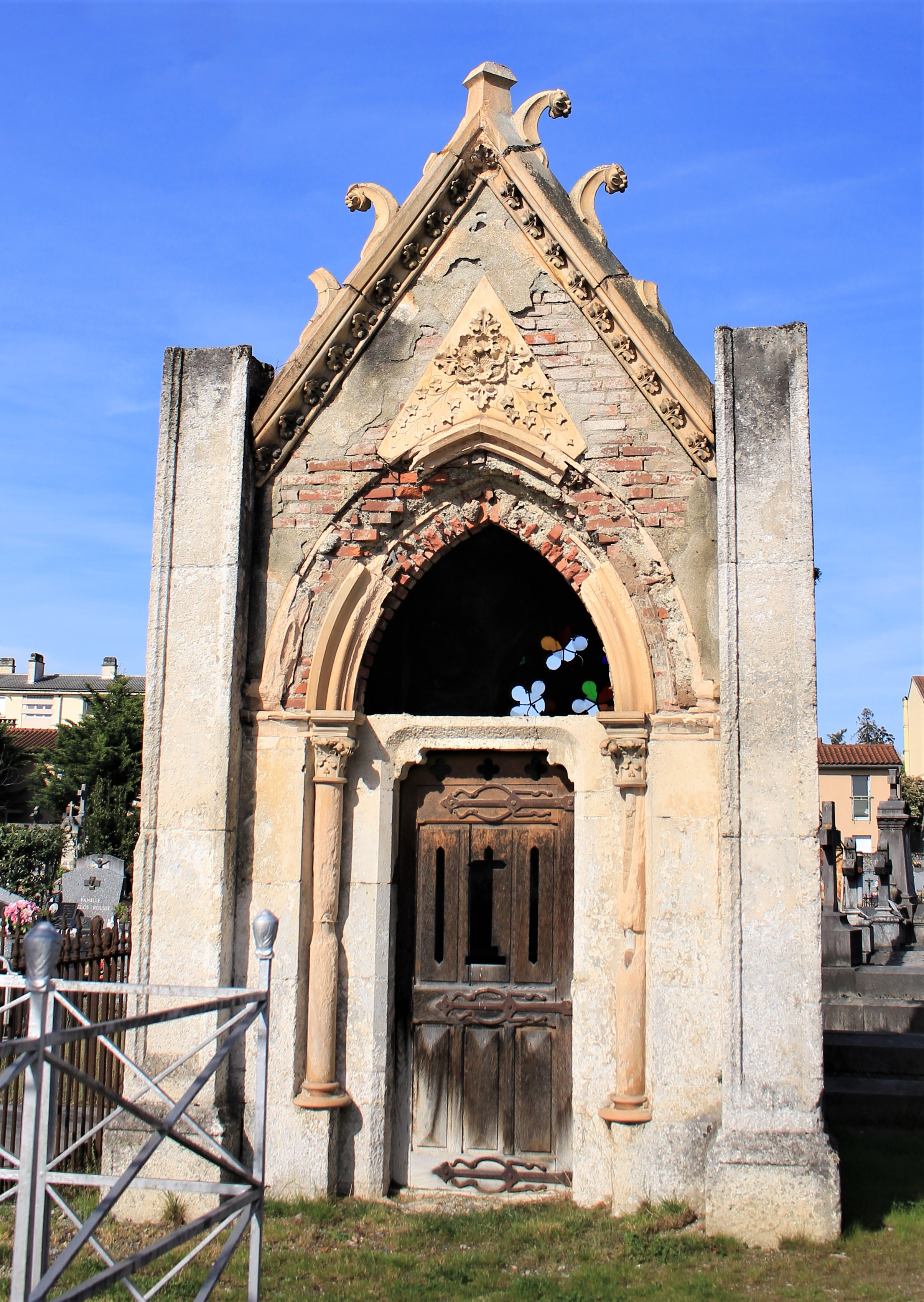
Une chapelle funéraire.
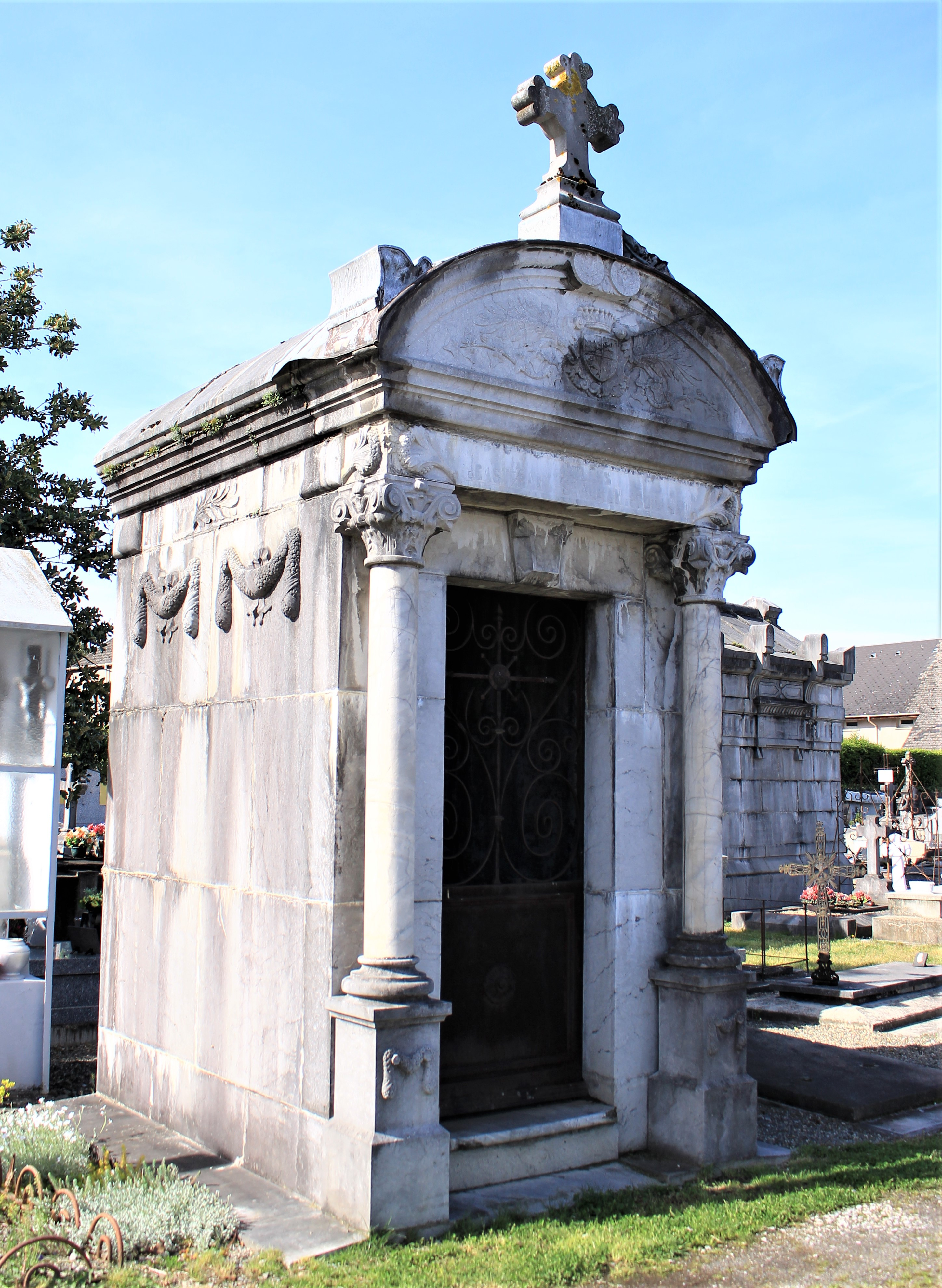
Une chapelle funéraire.
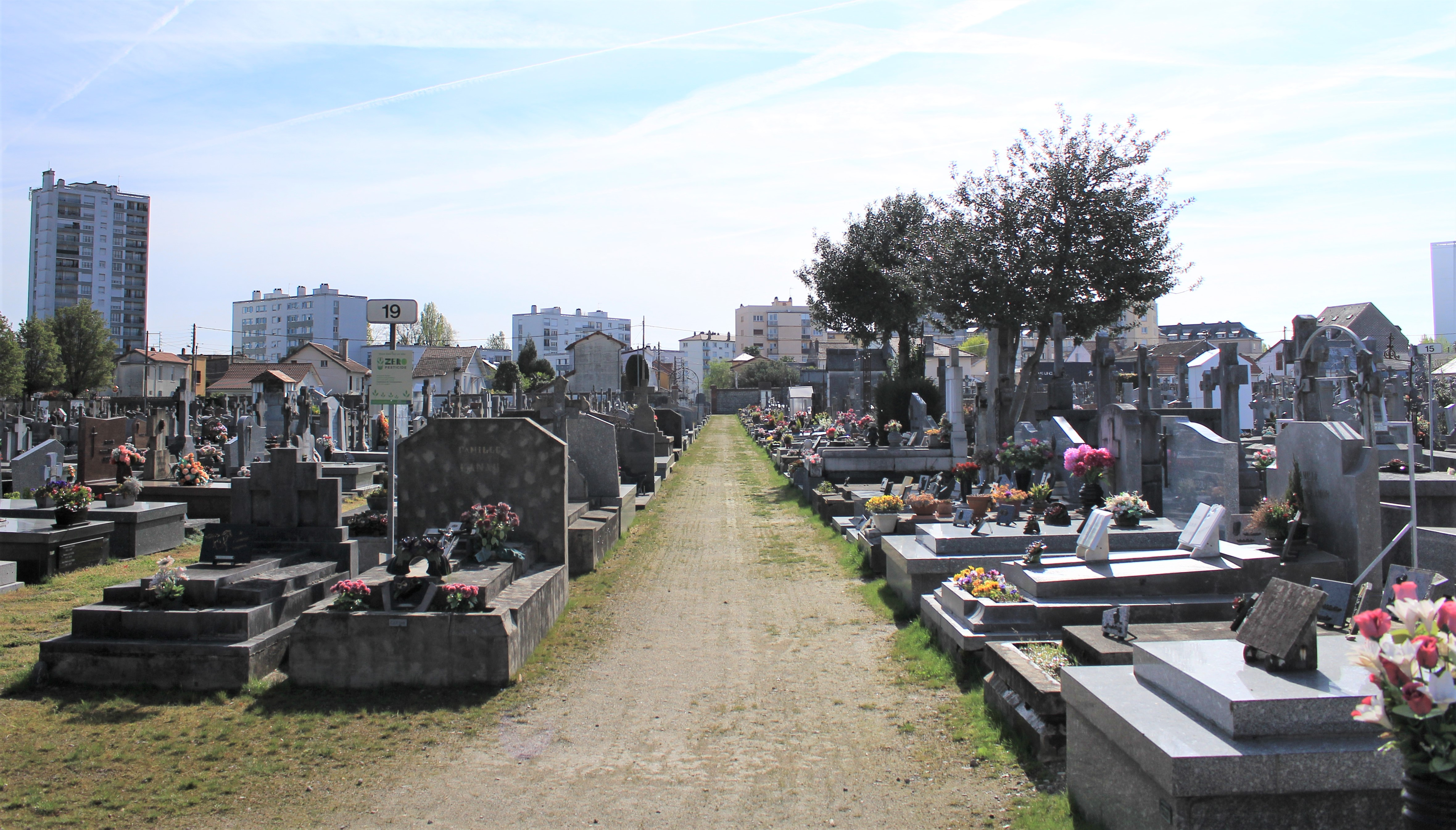
Les allées.
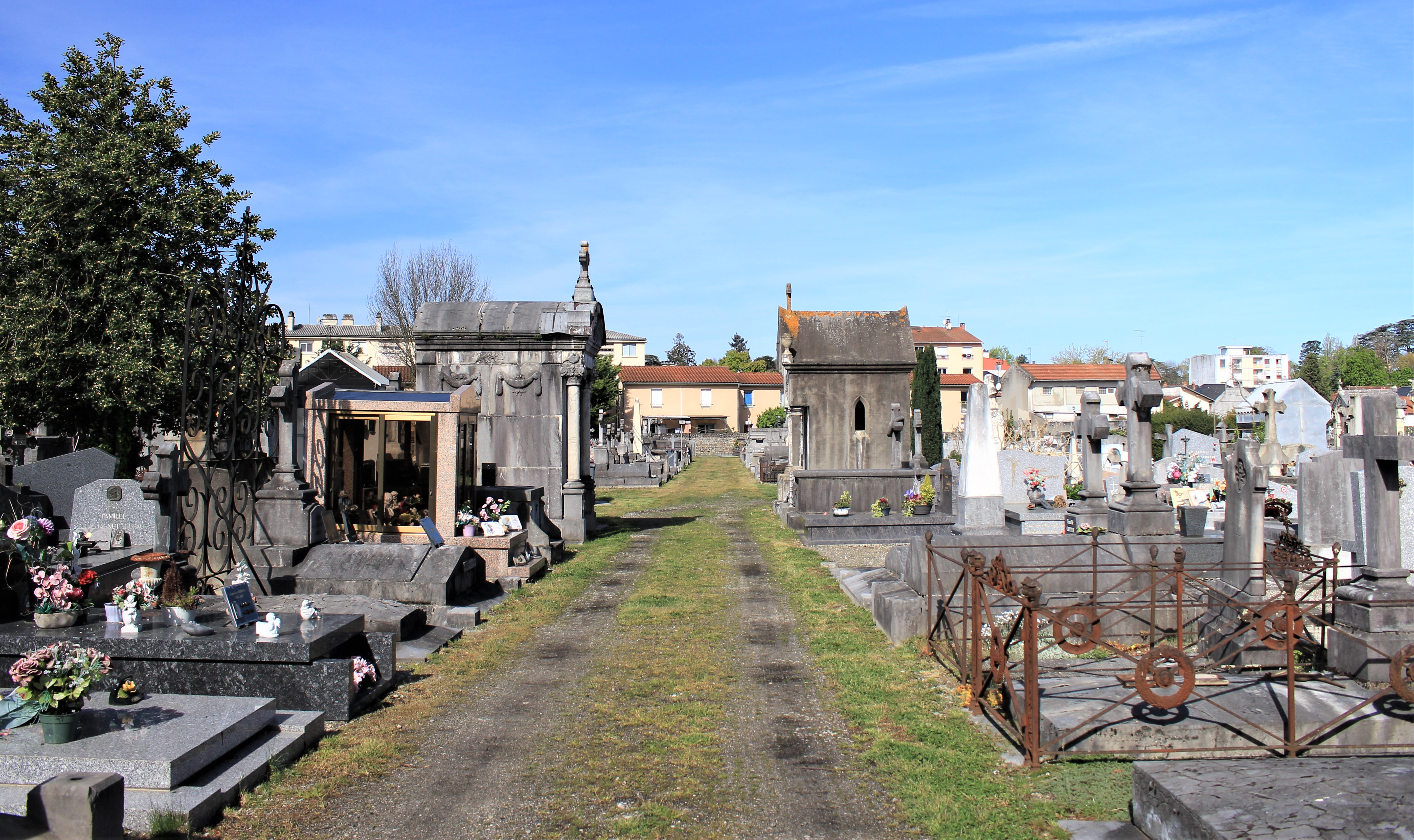
Les allées.
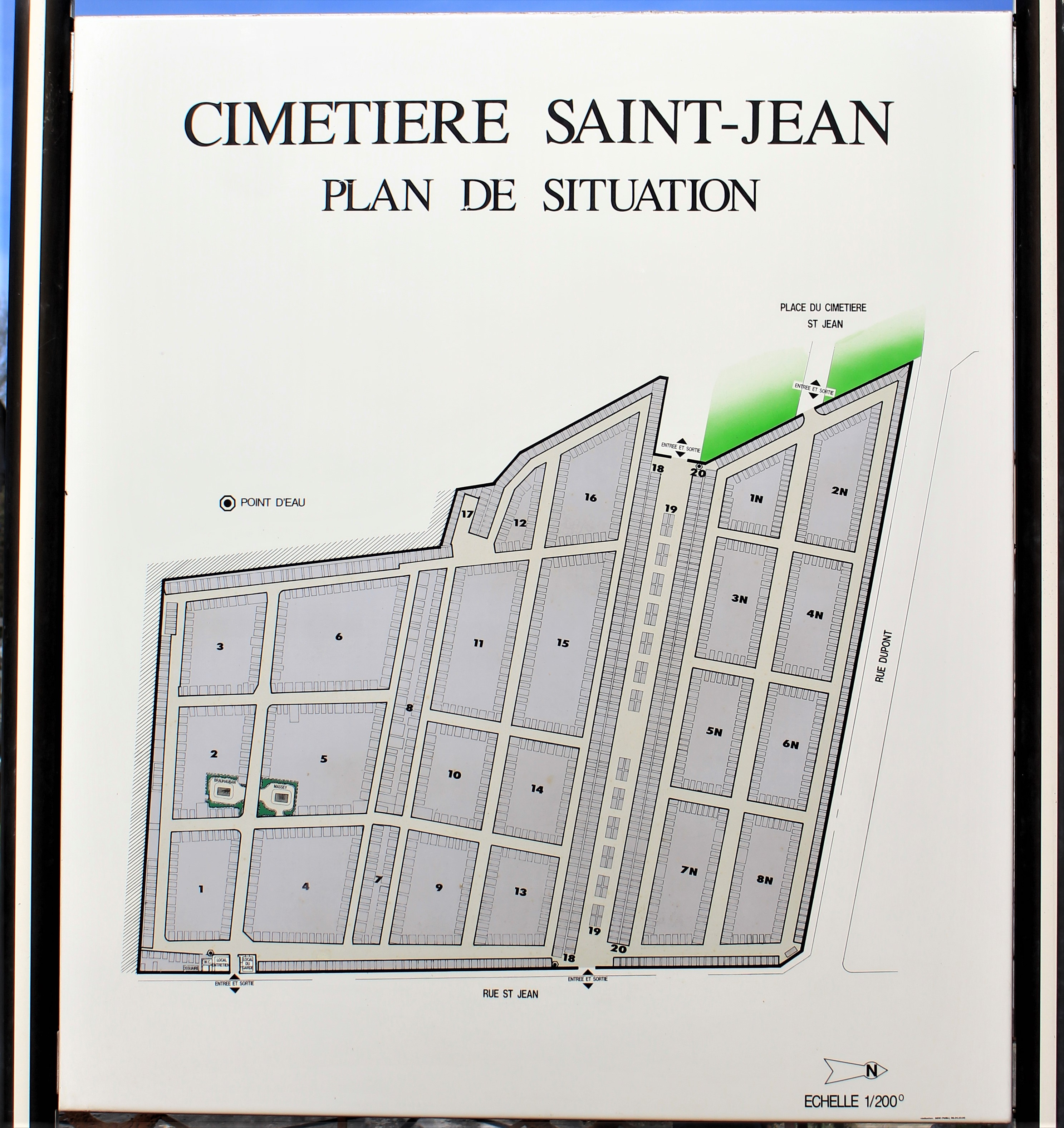
Plan du cimetière.

## Personnalités inhumées

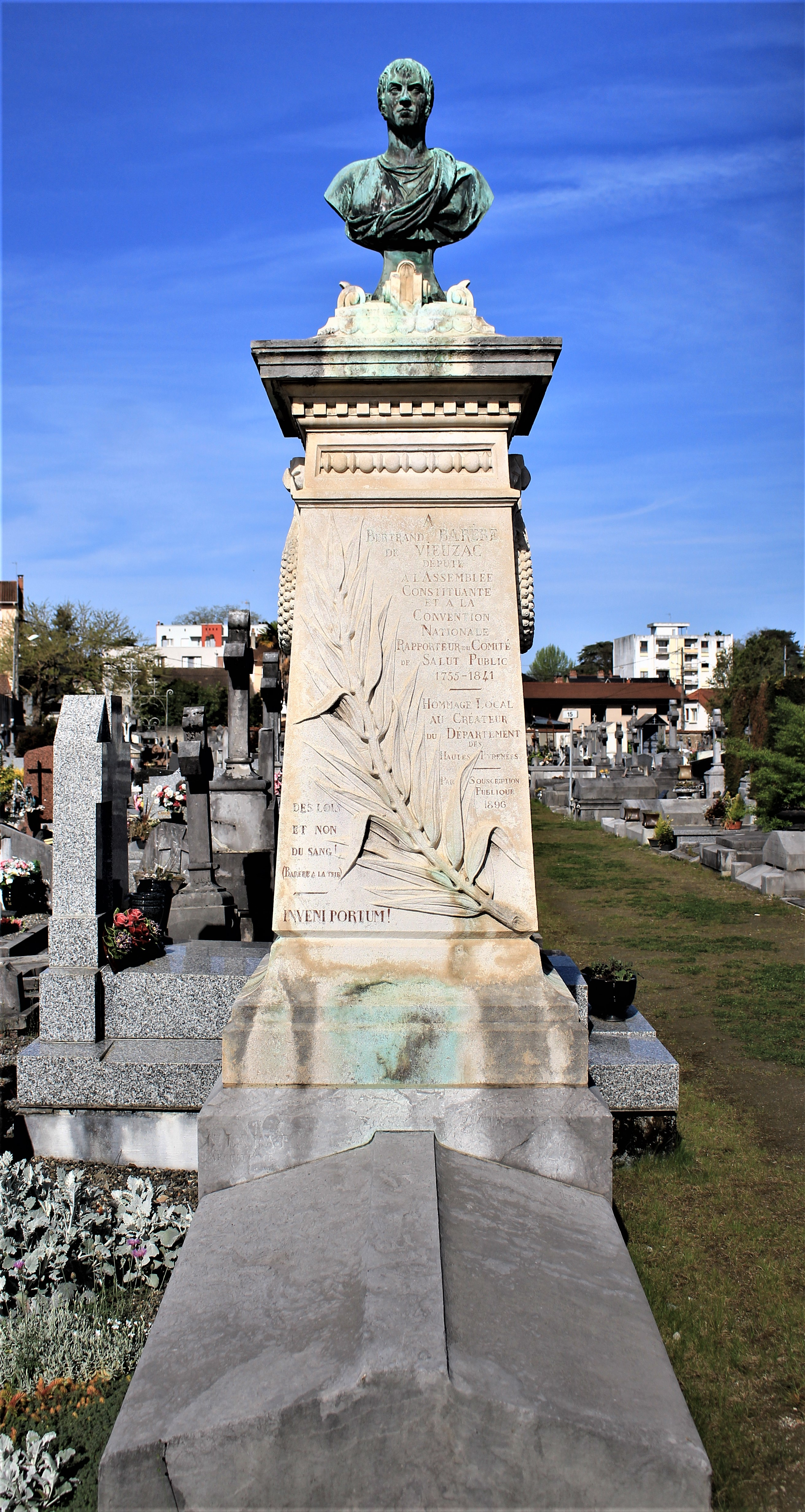
Sépulture de Bertrand Barère

- Pierre-Benoît Soult (1770-1843), général français de la Révolution et de l’Empire
- Bertrand Barère, (1755-1841), député des Hautes-Pyrénées
- Paul Chastellain (1921-1983), maire de Tarbes
- Jean-Marie Joseph Deville, (1787-1853), homme politique
- Yvette Horner, (1922-2018), musicienne
- La famille Mouysset qui a donné son nom au quartier Mouysset.
- Lucien Théophile Figarol (1814 - 1881) avocat puis juge de première instance au tribunal de Tarbes et conseiller municipal à la mairie, qui a donné son nom au quartier Ormeau-Figarol.
- Louis-Alexandre Fosseries, Baron de de Gonnès, ancien maire de Tarbes.
- Paul Boyrie, ancien maire de Tarbes qui a donné son nom à la piscine municipale.